# 조색판

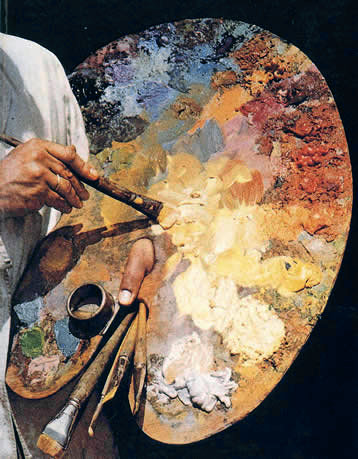
한 미술가의 유화용 조색판

조색판(調色板, 문화어: 갤판) 또는 팔레트(영어: palette)는 화가가 그림을 그릴 때 페인트를 정리하고 섞어서 필요한 빛깔을 만들어내는 도구이다. 일반적으로 목재, 플라스틱, 세라믹 등의 물질로 만들어지며 크기와 모양이 다양하다. 팔레트 나이프와 함께 이용한다.
조색판은 화용품구(畵用品具)로서 직접 작화에 관계되는 중요한 것이다. 일반적으로 그림 물감을 조색(調色)할 장소로서의 용도라고 하면 이해되겠지만, 조색이라고 하는 내용에 유채화의 경우에는 더욱 유의해야 할 요소가 있다. 조색판은 기법을 성립 시키는 원천이 되고 있는 것으로서 우선 그림 물감을 짜내는 배치에 대하여 그 방법을 기술할 필요가 있다고 생각한다. 그 하나는 그림 물감의 항에서 안료 계열의 것을 정리하여 배치 하는 습관을 갖는 것, 그 둘째로서 조색판은 유화 그림 물감의 점조도(粘調度)를 수지를 섞어서 조절하기 위함과 색상을 만드는 장소인 것이다. 그림 물감의 종류와 수와 그 배치는 그 사람의 기법 확립에 따라서 취사(取捨)되고 정리된다는 것을 말할 나위도 없다. 유화의 조색판은 현상(現象)의 명암에 대응하는 것을 찾아서 유화 그림 물감을 혼색 혼탁(混濁)시키는 장소는 아니다. 이 사실은 유채화의 채색기법의 문제로서 유럽의 화가에게는 조색판은 그림 물감을 내어 두는 장소여서, 기법상 그림 물감을 개는 도구로서 사용할 생각이라면 차라리 없는 편이 낫다는 사람도 있을 정도이다. 특히 한국에서는 이 점이 많은 사람에게 오해되고 있다고 지적할 수 있다. 이 오해란 것은 유화 그림 물감을 아무 빛깔이나 혼합하여 명도(明度)를 낮추고 진흙과 같은 외관의 톤으로 작화하는 자세를 나타내고 있는 것을 말한다. 참된 조형감은 유화 그림 물감을 코팅함으로써 조형적인 조합(組合)으로 화조(畵調)를 살려내는 것이 합리적이고 올바른 용법임을 알 필요가 있으며 이 사실은 올드 마스터의 기법 속에서도 이미 증명을 마쳤으며, 근래에도 기법은 복잡한 요소를 드러내면서도 심미성이 확립되고 있는 작품은 이 법칙을 무시하고 있지 않다.

## 같이 보기
- 팔레트 (컴퓨팅)
- 배색

## 참고 문헌
- 이 문서에는 다음커뮤니케이션(현 카카오)에서 GFDL 또는 CC-SA 라이선스로 배포한 글로벌 세계대백과사전의 "팔레트" 항목을 기초로 작성된 글이 포함되어 있습니다.